# سلمى ياكوبسون
سلمى ياكوبسون (بالسويدية: Selma Jacobsson)‏ هي مصورة سويدية، ولدت في 27 يناير 1841 في ستوكهولم في السويد، وتوفي بنفس المكان في 30 مارس 1899.